# كلارا غيريرو
كلارا غيريرو (بالإسبانية: Clara Juliana Guerrero) هي لاعبة البولنغ ‏ كولومبية، ولدت في 22 أبريل 1982 في أرمينيا في كولومبيا.